# Tropidophorus guangxiensis
Tropidophorus guangxiensis är en ödleart som beskrevs av  Wen 1992. Tropidophorus guangxiensis ingår i släktet Tropidophorus och familjen skinkar. Inga underarter finns listade i Catalogue of Life.